# Família Guggenheim
Els Guggenheim són una família nord-americana coneguda pel fet que molts dels seus membres han creat fundacions amb motivacions artístiques o d'utilitat social.
Meyer Guggenheim va conèixer Barbara Myers (1834–1900), una companya immigrant al vaixell als Estats Units, i s'hi va casar quatre anys després, cap al 1852.Va tenir onze fills, entre ells vuit homes, cinc dels quals eren actius en les empreses familiars: Isaac, Daniel, Murry, Solomon, Robert i (Joan) Simon. Els altres fills eren Benjamín, Robert i William. Les filles van ser Jeanette, Rose i Cora. Els onze fills de Meyer, els seus cònjuges i els seus descendents més notables són mostrats a continuació:
- Isaac (1854-1922), casat amb Carrie Sonneborn (1859-1933), amb qui va tenir 3 fills:[3]
  - Beulah V. Guggenheim (1877-1960).
  - Edith B. Guggenheim (1880-1960).
  - Helene Guggenheim (1886-1962), casada amb Edmund L. Haas.
- Daniel (1856-1930), cap de la família després de morir el seu pare, fou el més actiu dels seus fills a desenvolupar i adquirir diversos negocis en l'àmbit de la mineria.[4] Es va casar amb Florència Shloss (1863-1944), amb la que va tenir 3 fills:
  - Meyer Robert Guggenheim (1885-1959).
  - Harry Frank Guggenheim (1890-1971).
  - Gladys Leonor Guggenheim (1895-1980)
- Murry (1858-1939), originalment dedicat al negoci d'importació de teles i brocats, a partir de 1881 es va involucrar en la mineria i metal·lúrgia,[5] casada amb Leonie Bernheim (1865-1959), amb qui va tenir 2 fills:
  - Edmond A. Guggenheim (1888-1972), casat amb Marion Price (1888-?).
  - Lucille Guggenheim (1894-1972).
- Solomon Robert (1861-1949), un mecenes de l'art modern a través de la seva fundació i donacions al Museum of Modern Art.[6] Casat amb Irene M. Rothschild (1868-1954), amb qui va tenir 3 fills:
  - Eleanor Mary Guggenheim (1896-1992), casada amb Arthur Stuart, 7è comte de Castle Stewart.
  - Gertrude R. Guggenheim (1898-1966).
  - Barbara Josephine Guggenheim (1904-1985), casada amb John Lawson-Johnston, de la família de la producció de Bovril.
- Jeanette (1863-1889), casada amb Alberto Gerstle, amb una filla. Va morir al part.[7]
  - Nettie Gerstle (1889-?)
- Benjamin Guggenheim'  (1865-1912);[8] va morir en el desastre del  RMS Titanic . Casat amb Florette Seligman (1870-1937), amb qui va tenir 3 fills:[9]
  - Benita Rosalind Guggenheim (1895-1927).
  - Peggy Guggenheim (1898-1979); va fundar la Col·lecció de Peggy Guggenheim
  - Barbara Hazel Guggenheim (1903-1995)
- Robert G.' (1867-1876).
- John Simon (1867-1941), senador per Colorado durant un període.[10] Casat amb Olga Hirsch (1877-1970), amb qui va tenir 2 fills:
  - John Simon Guggenheim (1905-1922).
  - George Denver Guggenheim (1907-1939).
- William (1868-1941)[11]
- Rose (1871-1945),:[12]casada en tres ocasions, primer amb Albert Loeb, amb qui va tenir 3 fills i després amb Samuel M. Goldsmith (1908),i posteriorment amb Charles E. Quicke.[13] Va tenir 3 fills:
  - Harold A. Loeb (1891-1974)
  - Edwin M. Loeb (1894-1966)
  - Willard E. Loeb (1896-1958)
- Cora (1873-1956), casada amb Luis F. Rothschild (1869-1957), fundador de l'L. F. Rothschild,[14] amb qui va tenir 2 fills:
  - Luis F. Rothschild, Jr. (1900-1902)
  - Muriel B. Rothschild (1903-?)

## Les fundacions
La fundació de major renom internacional és la que va fundar Solomon Guggenheim. La Fundació Solomon R. Guggenheim, sovint anomenada tan sols Fundació Guggenheim, és la que ha fundat museus en diverses ciutats del món: 
- El Museu Solomon R. Guggenheim de Nova York, als Estats Units, obra de Frank Lloyd Wright.
- La Col·lecció Peggy Guggenheim de Venècia, a Itàlia.
- El Museu Guggenheim de Bilbao, al País Basc, obra de Frank Gehry.
- El Deutsche Guggenheim de Berlín, a Alemanya.
- El Guggenheim Hermitage de Las Vegas, als Estats Units.
- El Museu Guggenheim de Guadalajara, a Mèxic (en construcció).
- El Museu Guggenheim d'Abu Dhabi, als Emirats Àrabs Units (2010)